# Gefecht bei Oschatz
Pirna – Lobositz – Prag – Gabel – Kolin – Groß-Jägersdorf – Moys – Roßbach – Breslau – Leuthen – Domstadtl – Olmütz – Neisse – Zorndorf – Hochkirch – Kay – Kunersdorf – Hoyerswerda – Maxen – Koßdorf – Landeshut – Liegnitz – Oschatz – Berlin – Wittenberg – Torgau – Döbeln – Burkersdorf – Reichenbach – Freiberg
Das Gefecht bei Oschatz, oder auch Gefecht am Dürrenberg oder Gefecht bzw. Schlacht bei Strehla genannt, war ein militärischer Zusammenstoß im Kurfürstentum Sachsen während des Siebenjährigen Krieges zwischen einem Korps der preußischen Armee und dem kaiserlichen Reichsheer. Es fand am 20. August 1760 nördlich von Oschatz statt.

## Hintergrund
Bereits zu Kriegsbeginn ist Oschatz am 5. September 1756 erstmals von einer preußischen Abteilung aus 5.000 Mann besetzt worden, die der über Halle an der Saale in Kursachsen einmarschierenden Heeresgruppe des Herzogs von Braunschweig angehört hatten. 1758 wurde die Stadt kurzzeitig von Reichstruppen des Generals von Daun besetzt, bis dieser sich im Spätjahr 1759 nach Dresden zurückziehen musste, worauf Oschatz erneut von den Preußen besetzt wurde.
Am 29. Juli 1760 trat eine Wende auf dem sächsischen Kriegsschauplatz ein, als König Friedrich II. von Preußen die Belagerung Dresdens abbrach und sich mit seiner Armee zunächst nach Meißen zurückzog. Von dort hat er schließlich den Marsch Richtung Schlesien aufgenommen, nur ein Korps unter Generalleutnant von Hülsen zurücklassend. Der kaiserliche Generalfeldmarschall Friedrich Michael von Zweibrücken beabsichtigte die Preußen gänzlich aus Sachsen zu vertreiben, verharrte mit der von ihm befehligten Reichsarmee aber einstweilen auf dem Plauenschen Grund, solange noch eine Umkehr des Königs an die Elbe zu befürchten war. Am 13. August 1760 rückten die zahlenmäßig überlegenen Kaiserlichen schließlich über Wilsdruff ziehend gegen die rechte Flanke der Preußen unter Hülsen vor. Dieser gab am 16. August sein Lager bei Meißen auf um sich nach Torgau zurückzuziehen, wo er sich mit der dortigen preußischen Besatzung zu vereinigen beabsichtigte.

## Gefechtsverlauf
Während der Verfolgung hatte sich die vom General zu Stolberg geführte Reserve der Kaiserlichen vom Hauptheer abgesetzt und bei Oschatz eine exponierte Stellung erreicht, während sich Zweibrücken noch unterhalb von Riesa befand. Das ist den Preußen nicht entgangen, worauf Hülsen auf Anraten des Obersts von Kleist am 18. August bei Strehla kehrt machen ließ, um einen nächtlichen Überfall auf die Reserve von Stolberg zu wagen.
Der Überraschungsangriff misslang allerdings, als die Preußen in den frühen Morgenstunden um drei Uhr am 20. August auf Oschatz zustießen und dort die, auf Linie Wellerswalde, Zschöllau und dem Schmorkauer Weinberg, in Schlachtaufstellung stehenden und vormarschierenden Kaiserlichen erblickten. Hülsen ließ die Attacke abbrechen, um sein Korps auf Linie zwischen Strehla und dem Leckwitzer Dürrenberg in Aufstellung zu bringen. Das folgende Gefecht konzentrierte sich auf den rechten preußischen Flügel am Dürrenberg, welcher vom gegenüberstehenden kaiserlichen linken hart bedrängt und in der Flanke überflügelt zu werden drohte. Die Oschatzer Bevölkerung beobachtete auf dem Gorauer Flur (zwischen Kleinragewitz und Schönnewitz, Gemeinde Liebschützberg) den Kampf, da sie im Falle einer Niederlage und Rückzug der Kaiserlichen die Niederbrennung ihrer Stadt befürchteten. Weil Stolberg mit dem kaiserlichen rechten Flügel weitgehend untätig blieb, konnte Hülsen tatsächlich mit seinem linken seine bedrohte rechte Flanke stabilisieren, hier durch geschickt ausgeführte Attacken seiner Reiterschwadronen doch die Oberhand gewinnen und die Kaiserlichen um sieben Uhr in die Flucht schlagen.
Obwohl die Preußen den Dürrenberg und somit das Feld für sich behaupten konnten, wurde der Sieg auch von den Kaiserlichen reklamiert, da Hülsen angesichts der heraufziehenden Reichsarmee unter Zweibrücken doch in einer unvorteilhaften Stellung verblieb und deshalb am Nachmittag den geordneten Rückzug nach Torgau wieder aufnahm. Die Kaiserlichen konnten deshalb auf einen eigenen Rückzug verzichten und sein Lager bei Strehla besetzen, weshalb auch Oschatz keinen Schaden nehmen musste.
Aber die Preußen erbeuteten eine Kanone und drei Fahnen und nahmen fast 1200 Mann des Gegners gefangen, darunter auch Prinz Friedrich August von Nassau-Usingen. Auf ihrem Weitermarsch über Belgern nach Torgau brannten sie Zaußwitz und Leckwitz nieder. Hülsen hatte noch während des Gefechts vom Sieg seines Königs in der Schlacht von Liegnitz erfahren. Es folgte am 3. November 1760 die Schlacht von Torgau.